# Geschichte Amerikas
Die Geschichte Amerikas lässt sich grob in die Bereiche Geschichte Nordamerikas, Geschichte Mittelamerikas und Geschichte Südamerikas aufteilen.

## Kulturen vor 1500
Die Besiedlung Amerikas erfolgte in mehreren Einwanderungswellen, die mindestens 16000 Jahre überspannen. Die Hauptroute der als Paläoindianer bezeichneten Gruppen führte von Sibirien über Beringia nach Alaska und von dort aus nach Süden. Sehr alte archäologische Funde (ca. 13.800 v. Chr.) stammen mit dem Fundort Monte Verde aus Chile, was die These unterstützen könnte, die Westküste sei zuerst besiedelt worden, und von dort aus seien die Indianer ostwärts gezogen. Die Diskussion über die frühesten Zuwanderer und die Wege, die sie innerhalb des Kontinents nahmen, ist in den letzten Jahrzehnten wieder stark in Fluss geraten.

### Nordamerika
Als älteste Kultur galt lange Zeit die Clovis-Kultur, doch spätestens die Funde in den Paisley-Höhlen, die rund ein Jahrtausend vor den Clovis-Funden liegen, sowie 2011 die Publikation des Buttermilk Creek Complex in Texas mit einem Alter von 15.500 bis 12.300 Jahren Before Present, zeigten, dass es bereits als pre-Clovis bezeichnete Vorgänger auf dem amerikanischen Kontinent gab und die Technologien der Clovis-Kultur vor Ort entwickelt und nicht etwa bereits aus Asien mitgebracht wurden. Die ältesten menschlichen Überreste lieferte die über 10.500 Jahre alte Buhl-Frau aus Idaho. An diese frühe Phase, die durch den Kennewick-Mann neu diskutiert werden musste, schloss sich die Archaische Periode an. An ihrem Ende zwischen 2000 und 1000 v. Chr. entwickelten sich der Gebrauch von Keramik, Ackerbau und verschiedene Formen abgestufter Sesshaftigkeit bis weit in den Norden. Die Jagdtechniken wurden durch Atlatl und später durch Pfeil und Bogen wesentlich verbessert. Während im Norden, wo Karibu- und Bisonherden die Ernährung sicherten, Jagdkulturen bestanden, spielte die Jagd im Süden eine immer geringere Rolle. Bevölkerungsverdichtungen traten um die Großen Seen, an der pazifischen Küste um Vancouver Island, am Mississippi und an der Atlantikküste sowie im Südwesten auf.
In Nordamerika existierten im Einzugsgebiet des Mississippi und des Ohio (Adena-Kultur, Mississippi-Kultur) komplexe Gemeinwesen (Templemound-Kulturen), die jedoch kurz vor Ankunft der ersten Europäer untergegangen sind. Im Südwesten entstanden Lehmbausiedlungen, die so genannten Pueblos. Diese Kultur ging auf die Basketmaker zurück, die bereits Mais anbauten. Um die Großen Seen entwickelten sich Großdörfer mit Palisaden und dauerhafte Konföderationen. Diese Gruppen betrieben, ähnlich wie im Westen, Mais- und Kürbisanbau sowie einen ausgedehnten Fernhandel – etwa mit Kupfer und bestimmten Gesteinsarten, die für Jagdwaffen und Schmuck von Bedeutung waren –, der sich in British Columbia bis 8000 v. Chr. nachweisen lässt.

### Mittelamerika
Erste landwirtschaftliche Aktivitäten setzten in Mittelamerika etwa um 8000 v. Chr. ein. So züchteten die Bewohner Oaxacas Kürbisse, die jedoch nicht zur Ernährung, sondern für den Wassertransport von den Flussläufen zu ihren Höhlen in den Bergen gedacht waren. Die eigentliche Nahrungsbeschaffung erfolgte zunächst weiter durch Jagen und Sammeln.
In den wasserarmen Regionen entwickelte sich eine Bewässerungswirtschaft, was wiederum höhere Bevölkerungsdichten und komplexere Organisationsformen zuließ. In Yucatan entstand ab etwa 3000 v. Chr. eine auf größeren Siedlungen basierende Kultur, die zur vorklassischen Epoche der Maya-Kulturen gerechnet wird.
Die Ursprünge der Kultur der Olmeken, die oft als Träger der Mutterkultur Mesoamerikas angesehen wurden, reichen bis in die Zeit um 1500 v. Chr. zurück. Den Olmeken wird auch der früheste Beweis des Gebrauchs einer Schrift zugeschrieben, belegt durch den Fund eines Rollsiegels mit Schriftsymbolen, das auf 650 v. Chr. datiert wird.
Etwa um 500 bis 100 v. Chr. gründeten die Zapoteken ihre Hauptstadt Monte Albán (span. Weißer Berg). Viele Bauten der Stadt, wie Tempel, Pyramiden, Gräber etc., sind bis heute erhalten geblieben. Monte Albán ist UNESCO-Weltkulturerbe.
Eine der wichtigsten Metropolen der Maya wurde das zwischen dem 5. und dem 7. Jahrhundert erstmals aufblühende Chichén Itzá. Es entstand ein Netz miteinander verbundener Städte. Nach dem ungeklärten Zusammenbruch der Mayakultur im 10. Jahrhundert dominierten kulturell Tolteken die Stadt. Bei den Maya übernahm nun Tulúm an der Küste eine Führungsrolle.
Zwischen 100 und 600 n. Chr. war Teotihuacán das kulturelle, wirtschaftliche und Herrschaftszentrum Mesoamerikas. Seine Einwohnerzahl wird für die Zeit zwischen 450 und 650 auf bis zu 200.000 geschätzt, seine Fläche auf über 20 km². Großbauten, wie die Sonnenpyramide oder die Ciudadela, eine Art geschlossener Herrschaftsbezirk, entstanden. Die wirtschaftliche Basis der Stadt war neben der Bewässerungslandwirtschaft ein ausgedehnter Obsidianhandel; er reichte mindestens bis an die heutige Grenze zu den USA. Um 750 war die Metropole allerdings verlassen. Das zurückbleibende Machtvakuum füllten im 10. Jahrhundert erst wieder die Tolteken.
Diese wanderten ab dem 9. Jahrhundert in den Süden Mexikos ein und bildeten für zwei Jahrhunderte eine städtische Kultur, die allerdings von den stärker militärisch organisierten Chichimeken bedroht war, die gleichfalls aus dem Norden stammten.
Ende des 14. Jahrhunderts gelang es den Azteken, die sich selbst als Mexica bezeichneten, ein Großreich zu erobern. Ihre Wurzeln reichen wohl ins 11. Jahrhundert zurück. Die Hauptstadt Tenochtitlán hatte möglicherweise 150.000 Einwohner.

### Südamerika

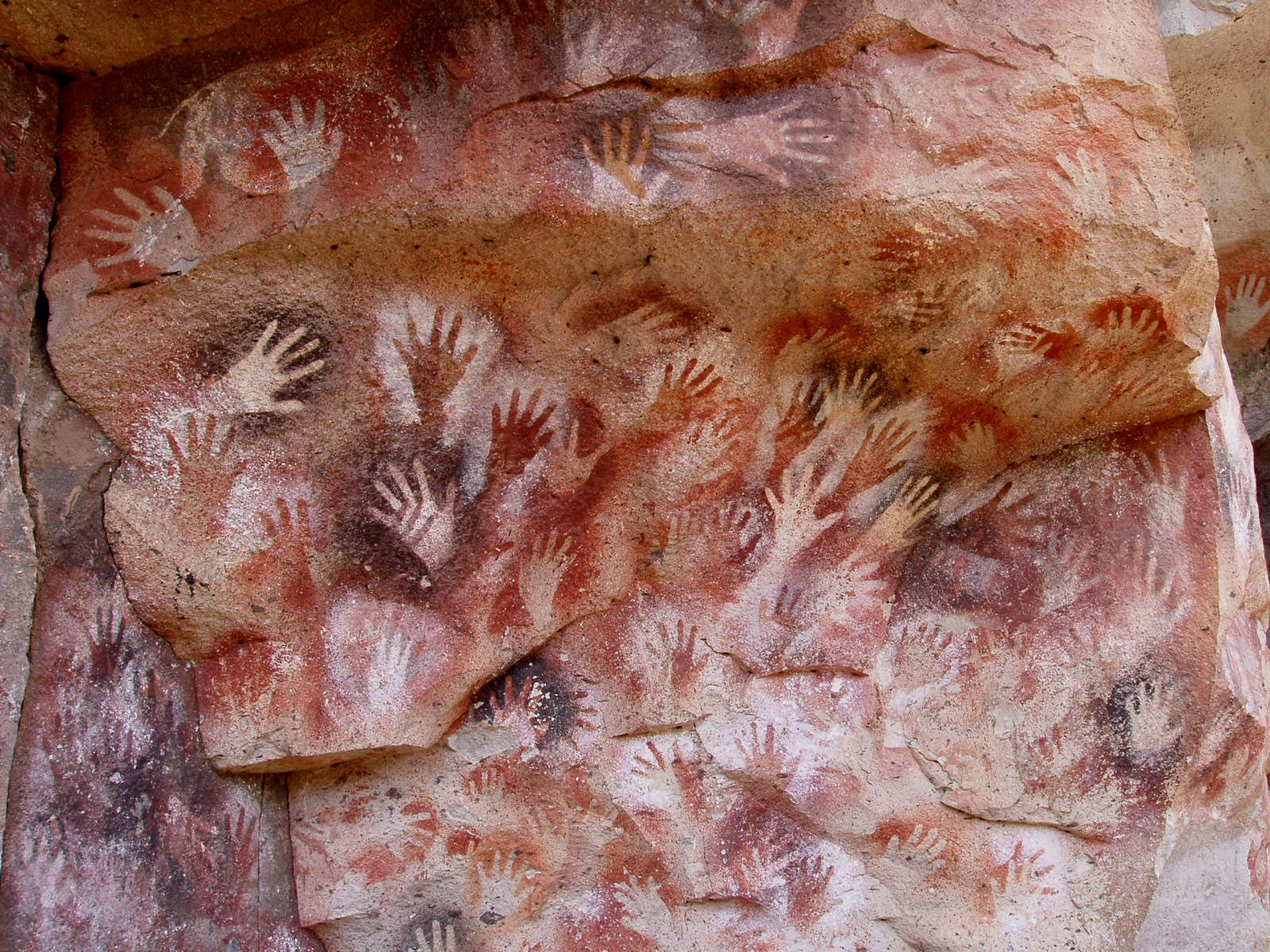
Cueva de las Manos („Höhle der Hände“) in der südargentinischen Provinz Santa Cruz, ca. 7300 v. Chr., heute Weltkulturerbe

Sieht man von den Funden von Monte Verde ab, so sind wohl die Funde von Los Toldos, in der argentinischen Provinz Santa Cruz, die ältesten in Südamerika. Sie reichen mindestens 12.000 Jahre zurück. Ähnlich den nordamerikanischen Fundplätzen, weisen die Überreste auf die Jagd von Großsäugern, in diesem Falle auf Riesenfaultiere und Pferde hin, dazu kamen Guanacos und Lamas. Ähnliches wurde in Chile gefunden, wie etwa in der Cueva del Milodón. Die Casapedrense-Kultur (ca. 7000 bis 4000 v. Chr.) galt als Vorläuferkultur der Tehuelche, bzw. Patagonier, deren älteste Funde allerdings inzwischen auf 9400 bis 9200 v. Chr. datiert werden.
Die ältesten Steinwerkzeuge in Südamerika reichen bis etwa 10000 v. Chr. zurück, ähnlich wie die Höhlenmalereien bei Ayacucho in Peru und in den Lauricocha-Höhlen an der Quelle des Marañón. Der erste Anbau von Kürbissen und Bohnen und die Züchtung von Lamas wird auf 4000 v. Chr. datiert.
In der Guitarrero-Höhle im Anden-Hochland von Peru fanden sich andererseits Überreste von Anbaupflanzen wie Bohnen, die schätzungsweise schon aus der Zeit von 7500 v. Chr. stammen.
Die ältesten Keramiken gehören der ecuadorianischen Valdivia-Kultur an und werden auf das 4. vorchristliche Jahrtausend datiert. Sie brachte bereits eine städtische Organisation mit Kulten, Riten und Opfergaben hervor.
Die Pyramide von Sechín Bajo konnte auf 3200 v. Chr. datiert werden und ist der Norte-Chico-Kultur zuzuordnen. Die Sonnenpyramide von Caral, nördlich von Lima, konnte auf 2627 v. Chr. datiert werden. Zur Stadt gehörten Häuser für mindestens 3.000 Bewohner. Tempelanlagen, künstliche Bewässerungssysteme und Fernhandel mit den Bewohnern der Küste und des Amazonasgebiets deuten auf eine bereits weit entwickelte Hochkultur hin.
An der Küste Ecuadors bestand um 1600 v. Chr. die Machalilla-Kultur. Auf sie gehen Keramikgefäße mit Henkel zurück, die auch bei den Chavín, Mochica und Chimú typisch sind. Die nachfolgende Chorrera-Kultur brachte um 1200 bis 500 v. Chr. Keramiken in Menschen- und Tiergestalt hervor. Die Häuser wurden um einen großen Platz gruppiert und auf künstlichen Aufschüttungen erbaut.
Die Kultur der Chavín (etwa 800 bis 300 v. Chr.) wies enge Beziehungen zu der der Olmeken auf, was der Gebrauch der Symbolhäufungen von Jaguar, Puma, Vogel und Schlange nahelegt. Die zeitgenössische Paracas-Kultur in der Gegend um Lima war wegen ihres Totenkultes bekannt.
Im Hochland von Bogotá bestand die Herrera-Kultur (vor 4. Jahrhundert v. Chr. bis 2. Jahrhundert n. Chr.), an der Westseite der Anden die Calima-Kultur (4. Jahrhundert v. Chr. bis 2. Jahrhundert n. Chr.). Grabanlagen ab dem 4. Jahrhundert gehen auf die San Agustín-Kultur zurück.
Zwischen 300 v. Chr. und nach 600 n. Chr. bestand die Nazca-Kultur rund 500 km südlich von Lima, die Bewässerungskanäle baute. Ähnliche Bewässerungssysteme entwickelte die Mochica-Kultur im Wüstenstreifen an der Pazifikküste. Neben Edelmetallen wurde Kupfer verarbeitet.
Um den Titicacasee bestand ab dem 1. Jahrhundert v. Chr. bis etwa 1000 n. Chr. die Tiahuanaco-Kultur. Nördlich schloss sich die Wari-Kultur (600 bis 1100) an. Beide Kulturen wurden von großflächigen Hauptstädten dominiert.
Die Mochica (100 bis 800 n. Chr.) waren sehr gute Handwerker, die neben Gold und Silber auch Kupfer verarbeiteten. Sie stellten Keramikgefäße in Massenproduktion her und bauten mit zwei Pyramiden die größten Bauten des alten Südamerika. Zu ihrem Untergang führten vermutlich lang andauernde, schwere Regenfälle, gefolgt von einer ebenso schweren Dürre.
Das erste Großreich entwickelten die Chimu in der Zeit von 1000 bis 1470 mit der Hauptstadt Chan Chan in der Gegend um Trujillo. Ab etwa 1200 bis 1532 schufen die Inka ein Reich, das im 15. Jahrhundert seine größte Ausdehnung erreichte. Cusco war zeitweise die Hauptstadt.
Erheblich weniger erforscht ist die Geschichte der am Ostrand der Anden und in den Waldgebieten des Amazonas lebenden indigenen Gruppen. Zahlreiche Funde deuten jedoch auf erheblich ältere Kulturen hin (ca. 2450 v. Chr.), die möglicherweise noch vor denen des andinen Hochlandes entstanden sind. Wenig ist über die Chachapoya bekannt, die von etwa 800 bis 1600 am Ostrand der Anden lebten. Sie errichteten Felsengräber an steilen Klippen.
Zwischen 1000 v. Chr. und 500 v. Chr. wanderten die Arawak den Orinoco abwärts. Sie bauten Kanus und lebten von Fischfang, Jagd und dem Anbau von Mais, Bohnen, Süßkartoffel, Kürbis und Maniok. Hinzu kamen Erdnuss, Pfeffer, Ananas, Tabak und Baumwolle.

## Entwicklung organisierter Religionen
Im Juli 2002 fanden Archäologen etwa 190 Kilometer nördlich von Lima in einer geplünderten Grabstätte ein etwa 4.000 Jahre altes Kürbisfragment, welches ein Stabgott-Motiv trägt. Dieses wurde mittels Radiokarbondatierung auf 2250 v. Chr. datiert. Es scheint die älteste identifizierbare religiöse Ikone zu sein, die in Amerika gefunden wurde und weist zudem darauf hin, dass die organisierte Religion in den Anden mehr als 1.000 Jahre früher begann als zuvor angenommen.

## Kolonialgeschichte
Nach der Entdeckung Amerikas – genauer: der Wieder-Entdeckung Amerikas 1492 – wurde der Doppelkontinent nach und nach von europäischen Staaten in Besitz genommen. Die unterschiedlichen Kolonisierungs- und Besiedlungsformen hatten gravierende Auswirkungen auf die dort angetroffenen Kulturen. Während im Norden ein Jahrhundert lang der Handel vorherrschte, und erst nach 1600 dauerhafte Kolonien an der Ostküste entstanden, eroberten Spanier binnen weniger Jahrzehnte die Großreiche Lateinamerikas. Während im spanischen Bereich mehr als drei Viertel der Indianer lebten, erhielten Portugal mit Brasilien und Frankreich und England mit dem Norden die dünner besiedelten Regionen.

### Zusammenbruch der indigenen Bevölkerung
Kriege spielten eine Rolle, doch eingeschleppte Krankheiten, Umsiedlungen und massenhafte Zwangsarbeit dezimierten die Bevölkerung in einem ungleich höheren Ausmaß. Viele Gruppen verschwanden durch eingeschleppte Seuchen, ohne dass ein Europäer sie überhaupt zu Gesicht bekommen hatte.
Um 1940 schätzte der Anthropologe Alfred Kroeber die Bevölkerung des Kontinents im Jahr 1492 auf lediglich acht Millionen und nördlich des Rio Grande auf eine Million Menschen. Seitdem wurden immer neue, extrem abweichende Schätzungen auf unterschiedlichster methodologischer Grundlage erstellt. Sie reichen bis zu über 110 Millionen. Jüngere Schätzungen gehen von einem sehr groben Näherungswert von 50 Millionen Einwohnern aus, von denen etwa die Hälfte in Mesoamerika, ein Viertel im Inkareich lebte.
Die dichteste Bevölkerung existierte sicher in den Hochkulturen Lateinamerikas. Hernán Cortés gelang es mit ca. 500 Soldaten und zahlreichen verbündeten Indianern, das Reich der Azteken zu vernichten, Pizarro das der Inkas. In der Karibik wurde die Bevölkerung innerhalb weniger Jahrzehnte fast völlig ausgelöscht. Hernando de Soto schleppte verheerende Krankheiten in das Gebiet zwischen Mississippi und Florida ein.
Die Gründe, aus denen der Kontakt zwischen der indianischen Bevölkerung und den angekommenen Europäern sich aufgrund übertragener Krankheitserreger für erstere verheerend auswirkte, aber dies in der anderen Richtung bis auf wenige Ausnahmen (z. B. Syphilis) unterblieb, ist Gegenstand einer biogeografischen Debatte. Nach der von Jared Diamond in Arm und Reich vertretenen These hatten die eurasischen Populationen des Menschen mit der bei ihnen in höherem Ausmaß erfolgten Domestikation von Tieren und dem sich daraus ergebenden engen Mensch-Tier-Kontakt eine intensivere Koevolution von übertragenen Krankheitserregern und gebildeten Resistenzen durchlebt, als dies bei der Bevölkerung des präkolumbianischen Amerikas der Fall war. In der Folge fiel die indianische Bevölkerung Erregern, die die angekommenen Europäer mit sich führten, bei diesen selbst aber nur moderate Effekte zeigten, massenhaft zum Opfer.
Die iberischen Staaten, die sich 1494 im Vertrag von Tordesillas über die Aufteilung des Kontinents geeinigt hatten, entsandten zahlreiche Männer nach Übersee, die sich dort mit indianischen Frauen verbanden. Rasch wuchs die Zahl der Abkömmlinge, die man Mestizen nannte. Die herrschende Klasse bildeten dabei Spanier und Portugiesen, die untere Klasse Mestizen und Indianer.
In Nordamerika geht der Bevölkerungszusammenbruch der Indianer vor allem auf Krankheiten wie Pocken, Masern und Grippe zurück. Weiter trugen die organisierte und unorganisierte Verfolgung durch die Einwanderer dazu bei. In den britischen Kolonien in Nordamerika wurde mit der Skalpproklamation von 1756 eine Prämie auf getötete Indianer ausgesetzt. Ähnliche Regelungen gab es in kleinerem Rahmen schon seit 1749 in Halifax und bei den Franzosen – und in einigen US-Bundesstaaten wie Massachusetts (1744). Trotz der nicht zu unterschätzenden Wirkung der Epidemien und in einigen Gebieten der Sklavenjagd, sollte die der Kriege nicht unterschätzt werden.
Welchen Anteil wirtschaftliche Ausbeutung und desolate Sozialverhältnisse, Vernachlässigung und Genozidversuche an dieser demographischen Katastrophe tatsächlich hatten – der Tiefpunkt wurde erst in den ersten Jahrzehnten des 20. Jahrhunderts durchschritten – und in welchem Verhältnis sie zueinander standen, wird kaum genau geklärt werden können. Fest steht nur, dass zahlreiche Völker mitsamt ihrer Kultur und Sprache vernichtet worden sind – die, gemessen an der Zahl der Opfer, größte demographische und wohl auch kulturelle Katastrophe in der Geschichte der Menschheit.

### Staat, Feudalsystem, Kirche und Sklaverei als Faktoren der Kolonialisierung
Um die Frage der Behandlung der Indianer entspann sich ein umfassender Konflikt zwischen den Exponenten Bartolomé de Las Casas als „Generalverteidiger der Indios“ und Juan Ginés de Sepúlveda, den Missionsorden und dem Indienrat sowie den lokalen Feudalherren. Die Krone versuchte die Großen (Granden), die von Anfang an zur Verselbständigung ihrer Herrschaft neigten, durch ein Bündnis mit den Kleinadligen, den Hidalgos, und der Kirche unter Kontrolle zu halten. Die Verwaltung sollte von Sevilla aus erfolgen, niemand durfte ohne Genehmigung in die Kolonien. Zugleich sollten die Ureinwohner missioniert, seit 1503 in Encomiendas zusammengefasst und vor übermäßiger Gewalt geschützt werden (Gesetze von Burgos, 1512). Sie waren als Arbeitskräfte vorgesehen.
1512/13 legten die Gesetze von Burgos fest, dass die Eingeborenen den Feudalherren zwar überantwortet – daher der Begriff Encomienda –, aber nicht als Sklaven gelten sollten. Sie konnten allerdings zur Arbeit gegen Entlohnung gezwungen werden. Durch das Recht Indiens versuchte Madrid gegen die brutale Drangsalierung der Indianer und den Zusammenbruch der Bevölkerung durch das Encomiendasystem einen gewissen Schutz aufzubauen.
Durch das System der Mita waren die Provinzen schon im Inkareich gezwungen, reihum für eine bestimmte Zeit Arbeitskräfte für öffentliche Arbeiten zur Verfügung zu stellen. An dieses System knüpfte das Repartimiento ab 1549 an, wenn auch, wie etwa in Chile, das Encomiendasystem bis nach 1650 fortbestand. Das Repartimiento- oder „Zuteilungssystem“ diente vor allem der Bereitstellung von Kräften für die Feldarbeit und die lebensgefährliche Arbeit in Gold- und Silberminen (Potosí). Es wurde erst nach der Unabhängigkeit von Spanien abgelöst, stellte aber dennoch im Vergleich zur Encomienda eine Milderung dar.
Hingegen versorgten die so genannten Paulistas oder bandeirantes, Sklavenjäger aus São Paulo, den Sklavenmarkt mit Indianern. Erfolgreiche Bemühungen zum Schutz der Indianer vor Sklavenjägern, wie im Jesuitenstaat von Paraguay, wo Indianer, wie der Kazike Nicolás Neenguirú den Sklavenjägern regelrechte Schlachten lieferten, waren die Ausnahme.
Selbst dort, wo spanische Konquistadoren nicht hinkamen, lösten sie, von den Epidemien abgesehen, massive Veränderungen aus. Sie hatten Pferde eingeführt, von denen einige flohen und sich in den nordamerikanischen Great Plains verbreiteten. Sie bildeten die Grundlage des Ende des 18. Jahrhunderts weit verbreiteten Reiternomadismus. Die Pferde erleichterten die Jagd und den Transport ungemein und führten zu einem veränderten Kräfteverhältnis unter den Prärieindianern.
Ganz andere Fernveränderungen lösten die nördlichen Kolonialmächte aus, indem sie Pelzhandel betrieben. Sie veränderten damit nicht nur die mit ihnen handelnden Gesellschaften, sondern wirkten darüber hinaus auf deren nahe und ferneren Nachbarn ein, sei es durch Handel mit Waffen und damit zusammenhängende Machtverschiebungen, sei es durch die Entwicklung von Handelsmonopolen der in der Nähe der Handelsstützpunkte (Forts) lagernden Stämme, sei es durch Auslösung von Völkerwanderungen.

## Nachkoloniale Geschichte

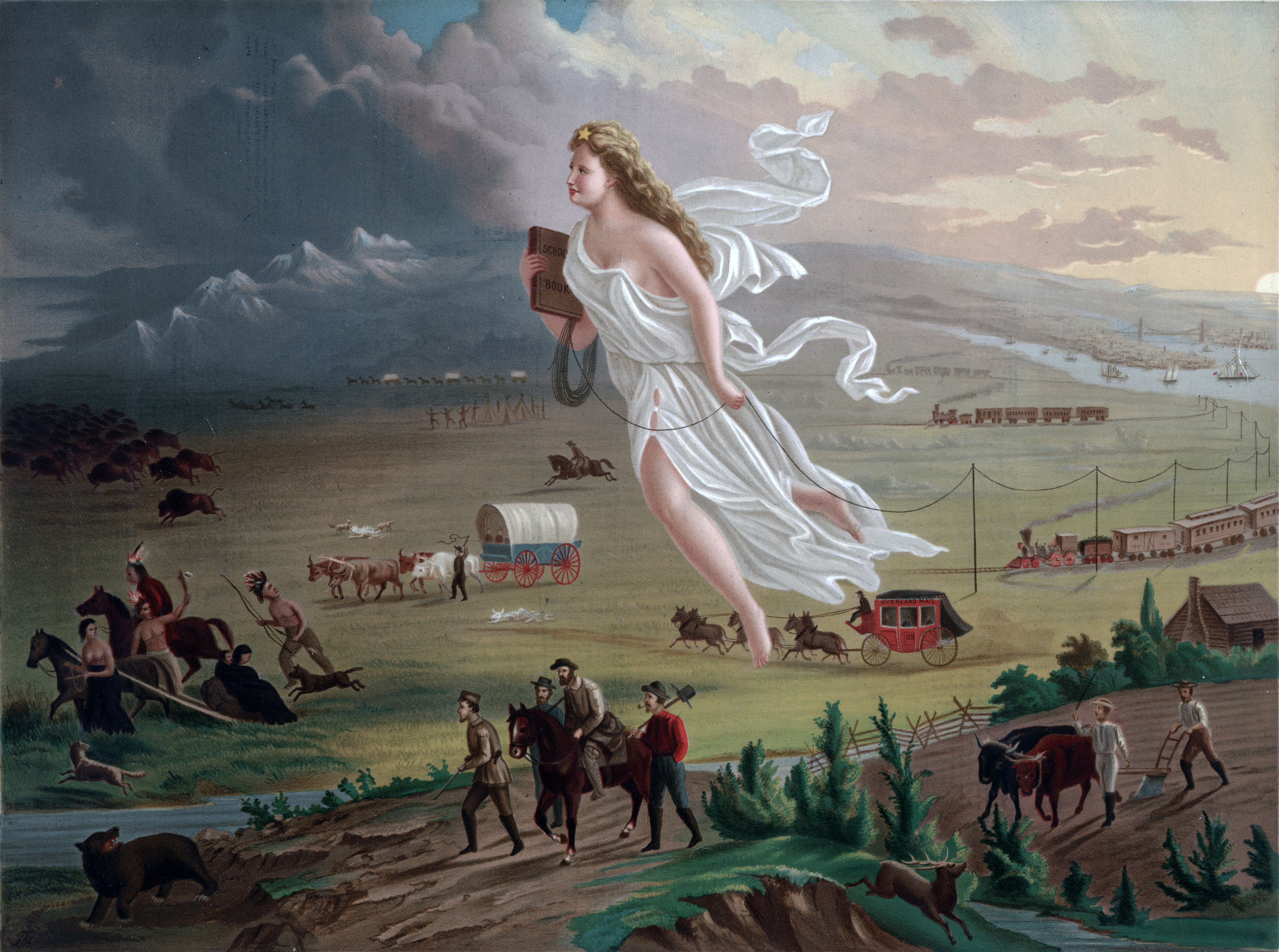
American Progress („Amerikanischer Fortschritt“), Gemälde von John Gast, 1872, das die zivilisatorisch-religiöse Aufgabe der Siedler symbolisch überhöht

In Nordamerika gerieten die Indianer durch Seuchen und im Verlauf der Indianerkriege schnell in die Minderheit, da ihre Zahl rapide abnahm, während die der Weißen vor allem durch die Einwanderung in die Kolonialgebiete bzw. die späteren USA stark zunahm. Einzelne Stämme und große Koalitionen, wie unter Pontiac und Tecumseh, wehrten sich vergeblich gegen das Vordringen, bis 1890 der letzte Widerstand gebrochen war.
Dabei versuchten die Staaten die Kosten der Besiedlung, d. h. den Aufbau einer Infrastruktur, etwa durch transkontinentale Eisenbahnbauten, Verwaltung und Verteidigung, Polizei und Gerichte auf verschiedenen Wegen zu bestreiten. In den USA eigneten sich die Siedler die als unbearbeitet betrachteten Ländereien einfach an (Squatting) und zahlten dafür später geringe Summen, ein Verfahren, das in Kanada in geordnetere Bahnen gelenkt wurde (vgl. Wirtschaftsgeschichte Kanadas). Letztlich lief dies aber auch hier auf eine Inbesitznahme der überwiegenden Teile des Bodens durch Siedler aus ganz Europa, deren Zuwanderung gefördert wurde, hinaus.
In Südamerika wurden die kolonialen Landzuteilungen aufgelöst und gingen an Großgrundbesitzer, die sie überwiegend als Haziendas, bzw. als Fazendas (Brasilien) weiterführten.
Widerstand wurde mit Waffengewalt und Hunger gebrochen, die Indianer mussten in den USA sogar ab 1830 alles Land östlich des Mississippi verlassen (Indian Removal Act und Pfad der Tränen), in Kanada wurden Reservate meist im traditionellen Gebiet eingerichtet (reserves), ebenso wie in den USA (reservations). Ende des 19. Jahrhunderts war dieser Prozess im Norden im Großen und Ganzen abgeschlossen, die Zahl der Indianer auf einen Bruchteil reduziert.
Während die Missionierung im Süden überwiegend im 16. und 17. Jahrhundert durch katholische Orden erfolgte, wurden viele Stämme im Norden erst im Laufe des 19. Jahrhunderts katholisch oder schlossen sich einer der protestantischen Konfessionen an. Dies war jedoch nur der erste Schritt zur Assimilierung, die auf die Auslöschung der Kulturen hinauslaufen sollte, die von beiden nordamerikanischen Staaten als minderwertig betrachtet wurden.
Zugleich wurden die Reservate in den USA in Privatbesitz umgewandelt, den die verarmten Bewohner oftmals verkaufen mussten. 1953 bis 1961 versuchte man die Stämme und die Reservationen aufzulösen und die Indianer zur Abwanderung in die Städte zu veranlassen (Termination Policy). Alaska, das erst 1959 Bundesstaat wurde, nahm eine andere Entwicklung. Hier schuf der Alaska Native Claims Settlement Act ein System von Beteiligungen und Geldflüssen, wogegen die meisten Ureinwohner ihre Reservate aufgaben.
In Nordamerika dauerten die Kämpfe indianischer Völker gegen die Unterwerfung bis gegen Ende des 19. Jahrhunderts an. In Südamerika begannen sie erheblich früher, wie etwa im Mixtón-Krieg (bis 1542) und dauerten bis in die Mitte des 20. Jahrhunderts. Der Widerstand der Maya entzündete sich an der Hinrichtung mehrerer Mayaführer am 30. Juli 1847. Der als Kastenkrieg bekannte Aufstand – wobei Casta auch Rasse, Familie oder Stamm bedeuten kann – erfasste ganz Yucatan und dauerte bis 1901. Die letzten Cruzoob, wie sich die Aufständischen nannten, schlossen erst 1935 einen Friedensvertrag mit der Regierung, der ihnen bis heute die Selbstverwaltung ihrer Dörfer gestattet. Der Aufstand der Zapatistas, die sich auf Emiliano Zapata zurückführen, und der in der Provinz Chiapas 1994 begann, basiert ebenfalls auf dem Widerstand der Indigenen, bediente sich aber zeitweise westlicher Ideologien und der Guerillataktik.
In Bolivien, dem einzigen Land, in dem die Mehrheit aus Indigenen besteht, regiert seit der Wahl vom 18. Dezember 2005 ein indianischer Präsident. Evo Morales, der seit 2005 die absolute Mehrheit besitzt, ließ sich 2008 mit 67 % der Stimmen bestätigen.